# Обсада на Торино (1706)
Обсадата на Торино (на италиански: Assedio di Torino) е събитие от 1706 г. в рамките на Войната за испанското наследство. Над 44 000 френски войници обграждат укрепената Цитадела на Торино, Пиемонт, Северна Италия. Тя е защитавана от около 10 500 савойски войници, които воюват усилено от 14 май до 7 септември, когато армията, защитаваща града начело с принц Евгений Савойски и херцог Виктор Амадей II Савойски, принуждава врага да отстъпи.
Обсадата трае 117 дни. В края на Войната за испанското наследство, с подписването на Договора от Утрехт през 1713 г. и на Договора от Ращат през 1714 г., савойският херцог Виктор Амадей II става първият крал от своята Савойска династия.
Поради големия размер и значението на град Торино, който е една от малкото европейски столици, подложени на обсада с научни техники, събитието има голям международен отзвук. Научната обсада е набор от техники, използвани за обсаждане на укрепена по италиански образец крепост. Тези техники започват да се развиват през 15 век, но достигат зрялост едва през 17 век благодарение на Себастиан дьо Вобан.
Някои историци смятат обсадата на Торино за събитието, което бележи началото на Рисорджименто.

## Войната

### Предшестващи събития
През 1700 г. испанският крал Карлос II Хабсбург умира без наследници. От няколко години здравословното му състояние се влошава, което предполага скорошната му кончина. Европейските монарси, добре запознати със ситуацията, започват сложна дипломатическа дейност по наследяването на престола. По-конкретно се мобилизират кралят на Франция Луи XIV от династията на Бурбоните и император Леополд I от династията на Хабсбургите: първият, защото е съпруг на Мария-Тереза Испанска, дъщеря от първия брак на Филип IV Испански и природена сестра на Карлос II, а вторият, защото е съпруг на Маргарита-Тереза Испанска – сестра на Карлос II и дъщеря от втория брак на Филип IV.
Всъщност на карта е заложен контролът на Испания и нейните владения в Европа и отвъд Атлантическия океан. Освен това австрийските Хабсбурги предявяват претенции като принадлежащи към същата династия, управлявала Испания до онзи момент.
Без да знае какво точно да направи, Карлос II моли папата за съвет. За да се избегне концентрирането на власт (подобно на случилото се преди два века с Карл V), ако Испания попадне в ръцете на Хабсбургите, папата го съветва да определи французин за свой наследник. Карлос II определя за наследник Филип Бурбонски – внук на Луи XIV.
Новият съюз между Испания и Франция заплашва европейския баланс и следва конфликт, станал известен като Война за испанското наследство, продължил над 10 години и завършил с мирните договори от Утрехт (1713) и Ращат (1714).
От едната страна на конфликта са Англия, Свещената Римска империя (Хабсбургската империя), Португалия, Дания и Холандия, а от другата – Франция и Испания. Савойското херцогство се намира между Франция и района на Милано (в ръцете на Испания) и представлява естествен коридор между двата съюзника. Поради очевидната стратегическа необходимост Луи XIV почти налага на херцог Виктор Амадей II да се съюзи с Франция и с Испания.
Виктор Амадей II, подкрепян от братовчед си принц Евгений Савойски, граф на Соасон и върховен главнокомандващ на имперските войски, се досеща, че този път основната игра между Франция и Свещената Римска империя се разиграва в Италия, а не във Фландрия или в Лотарингия. Въз основа на това си убеждение той сключва съюз с Хабсбургите, които са единствените, които в случай на успешен изход от конфликта биха могли да гарантират пълната независимост на Савойската държава.
Всъщност евентуален съюз с Франция в случай на нейна победа само би подчертал подчинения статут на савойците, продължил около един век, докато императорът обещава Монферат, част от Ломелина и Валсезия, района на Виджевано и част от Провинция Новара. Това е умен, интелигентен, но и рискован избор, защото в случай на поражение Савойската държава би била унищожена заедно с нейната династия.
Изборът на Виктор Амадей II Савойски, направен през есента на 1703 г. с Договора от Торино, принуждава Франция да започне военни действия първо в Савоя, а след това и в Пиемонт.

### Цитаделата на Торино
Притиснати между два огъня: Франция на запад и испанската армия, контролираща Ломбардия на изток, савойските земи са обградени и нападнати от три армии. През 1704 г. Савоя губи Суза, Верчели, Кивасо, Ивреа и Ница, и единствено Цитаделата на Торино остава да се съпротивлява. Тя е укрепление от тип звездообразен форт, построено от херцог Емануил Филиберт I в средата на 16 век.
Важна е ролята на противоминните галерии, прокопани под цитаделните стени, в които миньорската рота на артилерийския батальон, съставена от 2 офицери, 2 сержанти, 3 ефрейтори и 46 миньори, допълнена с 350 работници за прокопаването и 6 надзиратели, гарантира контрола на подземията и разполагането на зарядите на експлозивите, целящи да унищожат обсаждащите. Дълбочината на галериите, подредени на две нива, достига почти 400 м, малко над подпочвените води.
На територията на цитаделата, в центъра на плацдарма, е разположена доста важна кръгла постройка: „Голямата цистерна“ (il Cisternone). През целия период тя осигурява постоянен запас от вода, който се захранва от подпочвените води – факт с огромно значение при обсада. Диаметърът ѝ е 20 м – той излиза на два етажа от земята и след това се спуска на 22 м до водния хоризонт, достъпен по голяма спираловидна рампа; концепцията му е ненадмината по отношение на другите европейски крепости.

#### Животът в града
Сред апостолите, посветили се на благотворителност в полза на бедните и болните в обсадения град, се отличава ярко Себастиано Виалфрè. Роден е през 1629 г. в скромно семейство от Вердуно и е ръкоположен за свещеник на 24 февруари 1652 г. Пред манастира си той изгражда полева болница и често отива на бойното поле, за да утешава ранените войници. Херцог Виктор Амадей II Савойски му има пълно доверие и се обръща към него в най-тежките моменти. Уважението му към Виалфрè се показва най-ярко, когато отива на смъртното му легло – нещо необичайно за абсолютните монарси от епохата.
Гражданите на Торино знаят как да вземат внимателни предпазни мерки при обсада. Храната се доставя от натрупаните запаси, от малките градски зеленчукови и овощни градини или от Порта По, а водата идва от кладенците. Стопанствата на Торинската равнина (особено в квартал Ванкилия) изиграват основна роля в доставката на храна.
От август 1706 г. ситуацията започва да се влошава. Французите започват да затварят селските пътища и да прихващат доставките на боеприпаси, пристигащи по реката. Общината решава да помогне на гладуващите, но заедно с другите военни разходи обсадата струва скъпо – 450 000 лири на месец (една лира съответства на дневното заплащане на един занаятчия). Налага се да продава земи и да прави заеми, за да осигури парите.
Французите използват често запалителни бомби (на френски: boulets-rouges), за да причиняват повече жертви и разрушения. Смята се, че по време на обсадата френско-испанските войски хвърлят по Торино 95 000 топовни гюлета, 21 000 бомби и 27 700 гранати. Страхът от бомбите, насочени към града, кара хората да поставят на вратите на къщите изображението на Св. Дева Мария Утешителка (Madre della Consolata), надявайки се на нейната защита. Католическите и лутеранските полкове също носят образа на Дева Мария на шапките си.
Общественият ред в града се гарантира с постоянно присъствие на милицията (военна бойна сила, която не принадлежи към въоръжените сили) и на полицията. На тях са възложени множество задачи: на първо място надзорът на цялата система за гасене на честите пожари, причинявани от противника, и пресичане на опитите за грабеж. Особено внимание е отделено на контрола на чужденците в града, които трябва да се регистрират и да оставят всяко оръжие освен меча си, за да влязат в него.

#### Подготовка
Подземната защита на крепости и замъци, използвана от древни времена, преживява нов подем след Обсадата на Фамагуста през 1571 г. и най-вече след дългата обсада на Херцогство Кандия в Кандийската война, приключила през 1689 г. Става въпрос за операции, провеждани от Османската империя, която си служи често с подземни атаки.
Още през 1572 г. савойският херцог Емануил Филиберт нарежда да се изгради бункерът Форт Пастис (forte Pastiss), оборудван със собствена противоминна галерия, за да защити цитаделния бастион „Св. Лазар“ (San Lazzaro della Cittadella). Въпреки това едва в месеците преди френската атака през 1706 г. е осъществена обширна система за противодействие под насипите (гласис) и основните структури на цитаделата и на градска защита, дело на арх. Антонио Бертола.
С цел водоснабдяване цитаделата на Торино е оборудвана с огромен кладенец, чиято форма наподобява тази на кладенеца на Св. Патриций в град Орвието, благодарение на който тя разполага с практически постоянен воден източник. Тези нарастващи с годините мерки превръщат Торино в един от най-добре защитените градове в Европа.
Още през август 1705 г. френско-испанските армии са готови да атакуват града и са се разположили близо до цитаделата, но техният командир генерал Луи д'Обюсон дьо ла Фойад смята, че наличните войски са твърде малко и предпочита да изчака подкрепления. Това се оказва грешка, защото дава време на града допълнително да се укрепи чак до хълма и в същото време да се събере около цитаделата с оглед на дълга обсада.
Укрепителната работа по цитаделата продължава през цялата зима между 1705 и 1706 г., и голяма част от населението на града допринася за това. Основните работи се състоят в изграждането на гласис около крепостта, което позволява по-добра сигурност на стрелците с пушки. Освен това е създадена интензивна и плътна мрежа от шахти и тунели, ненадмината в никоя друга европейска крепост от онова време. Дейностите са проектирани от Антонио Бертола, началник на военните инженери на Савоя.
За да се подготвят за предстоящата обсада, градските власти създават гарнизона на крепостта на Торино, включващ над 10 000 мъже, разделени на 14 имперски дружини и 14 пиемонтски батальона, кавалерийски отряди, артилеристи и миньори

### Обсадата
Саможертвата на Пиетро Мика
Обсадата започва на 14 май, когато френско-испанските войски (съставени от над 40 хил. мъже) се позиционират срещу крепостта. Два дни преди това, на 12 май 1706 г. в 10:15 сутринта, има пълно слънчево затъмнение, което кара да изпъкне съзвездието Телец. Слънцето е символ на френския крал Луи XIV (наречен Кралят Слънце) и това събитие дава повдига духа на жителите на града, които предвкусват лесна победа. Астрономическото събитие се споменава в стихотворението на пиемонтски език „Фалшивата арфа“ (L'Arpa Discordata) с вероятен автор свещеника от Фаврия Франческо Антонио Тарицо, написано в годините след обсадата.
Френският маршал Себастиан дьо Вобан, експерт и създател на обсадни техники, препоръчва странична атака срещу града с оглед на коварната гъста мрежа от противоминни тунели, изградена от обсадените. Дьо ла Фойад обаче пренебрегва мнението му, като кара 48 военни инженери да осигурят разкопаването на многобройни окопни линии.
Дьо Вобан не участва лично в обсадата на Торино, въпреки че лично се интересува от нея. Неговото участие, освен с проекта от предходната година, е чрез кореспонденция. През 1705 г. Луи XIV му възлага да изготви проект за завладяването на добре защитения Торино. През юли 1706 г. Дьо Вобан е в Дюнкерк, откъдето на 23 юли пише писмо, в което критикува подхода на Дьо ла Фойад. Онова, което Дьо Вобан оценява като опасна „минна подробност“, се оказва фатално за французите. Обсадените, подкрепяни от населението, участващо пряко в битката, им нанасят многобройни загуби през гъстата мрежа от тунели, както правилно предвижда Дьо Вобан. Битката продължава през цялото лято на 1706 г.
На 8 юни Дьо ла Фойад изпраща пратеник до херцог Виктор Амадей II, предлагайки му възможност свободно да напусне Торино, за да се спаси от обстрела. Луи XIV е наредил да се запази животът му, но херцогът отказва да съобщи местоположението на апартаментите си, за да не ги обстрелват: „Моят апартамент е там, където битката е най-яростна", отговаря той.
Въпреки това Савойският херцог напуска града на 17 юни начело на 4000 кавалеристи с цел да попречи на снабдяването на французите и да отклони максимален брой войски от обсадата. И наистина Дьо ла Фойад оставя командването на обсадата на ген. Шамаранд и се впуска с почти 10 000 мъже в преследване на Савойския херцог, но той се скрива в долините на валденсите. Смятайки за прекомерно рисковано да навлезе в добре познатата на противника територия, Дьо ла Фойад се завръща във военния лагер срещу Торино на 20 юли.
След оттеглянето на Виктор Амадей командването на военния плацдарм е поверено на генерал Вирих Филип фон Даун, близък сътрудник на принц Евгений Савойски. Обсадата продължава, а французите се доближават до крепостния люнет, който защитава един от входовете на цитаделата. Междувременно градът е подложен на много тежки и непрекъснати артилерийски бомбардировки.
Скоро барутът започва да се изчерпва и поради тоталната блокада на доставки отвън пиемонтската артилерия трябва да ограничи изстрелите, за да пести барут.
Сред основните цели на французите е да намерят входа на тясна подземна галерия, за да проникнат масово в нея. Операцията не е лесна, но между 13 и 14 август входът е открит. Обсаждащите навлизат, макар и с огромни загуби. Изглежда, че за пиемонтците всичко вече е загубено, но те взривяват тунела, погребвайки враговете си в него.
Десет дни по-късно французите започват кървава атака с 38 роти гренадири срещу галерията на помощния бастион (Galleria di Mezzaluna di soccorso). Пиемонтците се защитават, като използват запалим материал, печелят победа и принуждават враговете си да отстъпят, макар че дават над 400 жертви на бойното поле.
Именно в онзи момент Пиетро Мика жертва живота си, за да спре поредната френска атака на подземните галерии. Ситуацията изглежда безизходна за обсадените и херцог Филип II Орлеански, капитан от армията на Луи XIV, пристига в Торино, предвкусвайки френската победа.
Обсаждащите обаче знаят, че принц Евгений Савойски, главнокомандващ на имперските войски и братовчед на Виктор Амадей, напредва към Торино начело на армия от около 20 000 души. В края на август след няколко победни сблъсъка с френско-испанската армия авангардът му вече е в Пиемонт, във Виластелоне. Там уморените войници спират на лагер и Евгений Савойски се среща с братовчед си в Карманьола в нощта на 29 август.

### Битката
На 2 септември 1706 г. Виктор Амадей II и Евгений Савойски изкачват хълма Суперга над Торино, за да изучат тактиката на контраатака. Въпреки големия риск поради близостта на френските линии те решават да заобиколят противника северозападно от града – най-уязвимата негова част, използвайки по-голямата част от армията и част от кавалерията.
Французите от своя страна се опитват трескаво да се затворят в собствените си окопи. Пристигането на спасителен противников контингент с такива размери ги заварва неподготвени. Евгений Савойски казва по този повод презрително: „Тези хора там вече са наполовина победени“.
На 5 септември в Пианеца (близо до Торино) един от конвоите, насочил се към френския лагер, е прихванат от имперската кавалерия. Целта на принц Евгений Савойски е да завземе замъка на Пианеца от френските войски, което би ги накарало да се бият с ограничен брой боеприпаси. След като научава, че готвачката Мария Брика, която работи в замъка, знае таен проход за достъп и живее в къща близо до него, принцът решава със съгласието на Виктор Амадей II да изпрати принц Леополд I от Анхалт-Десау начело на голяма група бранденбургски гренадири и савойски войници, които да го превземат. През нощта на 5 срещу 6 септември групата, водена от Мария, стига до балната зала. Много от французите са убити или взети в плен, а плячката е значителна. Това е важен стратегически успех за Евгений Савойски.
На 6 септември обиколната маневра кара савойските войски да се позиционират между реките Дора Рипария и Стура ди Ланцо. Окончателният сблъсък започва на 7 септември, когато австро-пиемонтските войски се подреждат по целия военен фронт и отблъскват всеки опит за контраатака на френско-испанските войски.
Планът на Евгений Савойски предвижда пробив на десния френски фланг с помощта на дисциплинираната пруска пехота на принц Леополд I от Анхалт-Десау. Атаката е особено кървава и едва при четвъртия опит прусите успяват да сломят френската съпротива. Полкът La Marine, който защитава крайните десни френски флангове, остава без боеприпаси в разгара на решителната атака и без налични подкрепления и провизии, което го принуждава да отстъпи.
В онзи момент, след като контраатаката на конницата на херцог Филип II Орлеански е отблъсната, победата е въпрос на време. Имперската кавалерия е реорганизирана, за да унищожи окончателно противниковата кавалерия и в атаката участва и Виктор Амадей II. По-малкото на брой французи са принудени да бягат към мостовете над река По, оставяйки лявото крило на произвола на съдбата.
Имперските сили по центъра и по десния фланг имат задачата да държат ангажирани контраатакуващите противникови френски части. Опит за атака успява да доведе до временен пробив на фронта на херцог Филип II Орлеански, който е принуден да се намеси с част от кавалерията, за да го затвори. Тогава той е ранен, а маршал Фердинанд дьо Марсен е убит. Лученто (днешен квартал на Торино), мощно укрепен и защитен от два от най-добрите френски полкове – Пиемонт и Нормандия, не е окупиран при нападение, а е изоставен от защитниците, след като прикрива отстъплението на частите, заемащи центъра и левия фланг на французите.

### Епилог
Французите губят около 6000 мъже в сравнение с 3000 австро-пиемонтци. В последвалите дни още близо 7700 французи загиват в сблъсъците със савойците или поради раните си.
Виктор Амадей II и Евгений Савойски влизат в освободения град през Порта Палацо и отиват в Катедралата, за да присъстват на християнския химн Te Deum („Тебе, Боже!“ от лат.) за благодарност. В памет на победата на хълма Суперга е построена едноименната базилика, в която все още се чества Te Deum на всеки 7 септември.

## Въоръжение и войници
Тя принадлежащи към артилерийския савойски батальон и разполага със специално отделение, наречено „Petardi“ (букв. „фишеци“), което действа срещу врати и подвижни мостове. Членовете му, защитени от тежка желязна броня, се впускат към избраните цели, където поставят големи съдове с барут и след това запалват фитила. След това те се отдалечават възможно най-бързо, под вражески огън, за да се спасят. Това отделение, подобно на други, предназначени за саботаж, е решаващо за отбраната на града.
Артилерийският батальон, на който е поверена защитата на Торино, е създаден през 1696 г. и включва 6 роти с 300 артилеристи. В началото на обсадата той се оказва недостатъчен за боравенето с всички налични оръжия и в него трябва да бъдат включени 200 „кавалеристи“ от полка „Кралска пиемонтска кавалерия“ (Piemonte Reale Cavalleria). Още толкова мъже от „Piemonte Reale" и 700 германски кавалеристи са ангажирани с нощна работа, за да поправят щетите на вражеската артилерия.
Всяка от 6-те артилерийски савойски роти е съставена от 36 войници, от които 4 бомбардировача, 1 барабанчик, 2 сержанта и 2 ефрейтори. Има и една рота работници и една рота миньори. Батальонът има свещеник и хирург. Артилерийските войници носят сини дрехи и панталони, и черна триъгълна шапка.
Що се отнася до оръжията, в опис от 1706 г. се съдържат следните преносими огневи боеприпаси, съхранявани в оръжейния арсенал на цитаделата на Торино:
- 459 пушки с щик
- 1063 различни пушки
- 2052 мускета
- 351 кавалерийски мускета
- 297 нарезни пушки
- 20 нарезни карабини
- 3 тромбона
- 272 каси с мускетни куршуми, 200 каси с оловни куршуми за пушки, 3 каси с куршуми за карабини.[46]

За да се отговори на нуждите от боеприпаси, са създадени нови ковачници в помощ на леярната на Торинския арсенал.
Пиемонтската пехота е съставена в 10 полка, към които се добавят наемници, идващи предимно от Франция (протестантски доброволци от Прованс и Миди) и от Швейцария. Оборудването на един савойски войник от пехотата се състои от голям колан с катарама с окачен меч с месингова дръжка, щик, патрондаш, поставен на дясната страна и барут. Гренадирите вместо патрондаш имат торба с гранати, а вместо меч – сабя.
Не се знае много за структурата и количеството хора във френските армии. Броят на френско-испанската артилерия е неизвестен, но е изчислено, че страховитата артилерия на обсаждащите може би наброява около 250 оръдия и 60 мортири. Французите широко използват и т. нар. „boulets-rouges“, запалителни гюлета от твърд чугун, които се нажежават на горещи въглища и след това се хвърлят по най-чувствителните към огъня точки на обсадения град.

## След битката
В памет на битката, която толкова дълбоко белязва бъдещата история на Пиемонт, са оставени стълбове, носещи датата 1706 г., и изображенията на Дева Мария Утешителката (на Светилището на Утешителката като по чудо не е нанесена никаква вреда от бомби). Те са разположени на местата на по-кървави сблъсъци и могат да бъдат идентифицирани и до днес.
В памет на битката торински квартал носи името „Квартал на победата“ (Borgata Vittoria) и там е построена Църквата на здравето (Chiesa della Salute), посветена на Дева Мария. Освен това в центъра на града има многобройни улици, които с имената си напомнят за героите, отличили се в сраженията като ул. Пиетро Мика и ул. Виктор Амадей II.
През 1961 г. в Торино е открит Градският музей на Пиетро Мика и на Обсадата на Торино от 1706 г. (Museo Civico Pietro Micca e dell'Assedio di Torino del 1706). Той илюстрира с модели и находки крепостта на Торино от началото на 18 век и събитията от френската обсада през 1706 г., и позволява на посетителите да посетят най-значимите участъци от противоминните галерии на Цитаделата на Торино.
Организирани са големи събития за честване на 200- и 300-годишнината от битката. През 1906 г. в индустриалния лидер на Италия – Торино задачата за възпоменание на събитието е поверена на сенатора Томазо Вила под патронажа на кмета на града Секондо Фрола. За случая са организирани исторически конференции, публикувани са книги, открити са паметници (вкл. този на скулптора Леонардо Бистолфи пред църквата на Мадона ди Кампаня, по-късно разрушена от съюзнически бомбардировки през Втората световна война). Голямото внимание към събитието води до обявяването на 25 август 1906 г. на родното място на Пиетро Мика в село Саляно за национално наследство.
По случай 300-годишнината от битката през 2006 г. тя е представена чрез голяма историческа възстановка благодарение на участието на фигуранти от историческите асоциации на половин Европа. В памет на събитието в главната част на Торинската цитадела е организирана тематична изложба, достъпна за обществеността.

## Отразяване
Около обсадата на Торино и неговите основни действащи лица (принц Евгений Савойски, херцог Виктор Амадей II, Пиетро Мика) от 18 век насам процъфтява огромна и постоянна библиографска продукция, включително произведения с голяма колекционерска стойност, като например онези касаещи сраженията на Евгений Савойски, придружени от скъпоценни таблици, които са търсени и поотделно.
Навършването на 300 години от обсадата е белязано с много инициативи в периода 2006 – 2007 г. благодарение на делото на Асоциация „Торино 1706 – 2006“ (съставена от около 50 асоциации, културни институти, учебни центрове и подкрепена от община Торино, регион Пиемонт, фондация „Компания ди Сан Паоло“) и в сътрудничество с други институции. Честванията включват и значима актуализация на библиографията за събитията, свързани с Войната за испанското наследство.